# Copa del Món de Futbol de 1966 - Grup 1
El Grup 1 de la Copa del Món de Futbol 1966, disputada a Anglaterra, estava compost per quatre equips, que s'enfrontaren entre ells amb un total de 6 partits. Els dos millors classificats passaren a jugar la segona fase, els quarts de final.

## Integrants
El grup 1 està integrat per les seleccions següents:
| Anglaterra | Uruguai | Mèxic | França |
| ---------- | ------- | ----- | ------ |

## Classificació
| Pos | Equip      | PJ | PG | PE | PP | GF | GC | GR    | Pts | Classificació           |
| --- | ---------- | -- | -- | -- | -- | -- | -- | ----- | --- | ----------------------- |
| 1   | Anglaterra | 3  | 2  | 1  | 0  | 4  | 0  | —     | 5   | Avança a la segona fase |
| 2   | Uruguai    | 3  | 1  | 2  | 0  | 2  | 1  | 2,000 | 4   | Avança a la segona fase |
| 3   | Mèxic      | 3  | 0  | 2  | 1  | 1  | 3  | 0,333 | 2   |                         |
| 4   | França     | 3  | 0  | 1  | 2  | 2  | 5  | 0,400 | 1   |                         |

## Partits

### Anglaterra vs Uruguai
| Anglaterra | 0–0     | Uruguai |
| ---------- | ------- | ------- |
|            | Informe |         |

### França vs Mèxic
| França      | 1–1     | Mèxic     |
| ----------- | ------- | --------- |
| Hausser 62' | Informe | Borja 48' |

### Uruguai vs França
| Uruguai                | 2–1     | França                |
| ---------------------- | ------- | --------------------- |
| Rocha 26' · Cortés 31' | Informe | De Bourgoing 15' (p.) |

### Anglaterra vs Mèxic
| Anglaterra                 | 2–0     | Mèxic |
| -------------------------- | ------- | ----- |
| B. Charlton 37' · Hunt 75' | Informe |       |

### Mèxic vs Uruguai
| Mèxic | 0–0     | Uruguai |
| ----- | ------- | ------- |
|       | Informe |         |

### Anglaterra vs França
| Anglaterra    | 2–0     | França |
| ------------- | ------- | ------ |
| Hunt 38', 75' | Informe |        |